# Casa de Pastrana
La Casa de Pastrana fue un mayorazgo español cuyo nombre procede del ducado de Pastrana, fundado sobre la herencia de Ruy Gómez de Silva, I duque de Pastrana. 

## Historia
Ruy Gómez de Silva era hijo del noble portugués Francisco de Silva, III señor de Chamusca y Ulme. En 1559 fue nombrado príncipe de Éboli y marqués de Diano. Asimismo, fue nombrado duque de Estremera (1568-1572) y duque de Pastrana en 1572. Como heredero de su padre, fue IV señor de Chamusca y Ulme. Casó con Ana de Mendoza de la Cerda, que fue II duquesa de Francavilla, II princesa de Mélito, II condesa de Aliano y II marquesa de Algecilla, títulos que se incorporaron a la casa en sus descendientes. 